# Scotinomys
Scotinomys (Thomas, 1913) è un genere di roditori della famiglia dei Cricetidi.

## Descrizione

### Dimensioni
Al genere Scotinomys appartengono roditori di piccole dimensioni, con lunghezza della testa e del corpo tra 80 e 85 mm, la lunghezza della coda tra 48 e 70 mm e un peso fino a 15 g.

### Caratteristiche craniche e dentarie
Il cranio presenta un rostro corto e una scatola cranica tondeggiante. I molari hanno la corona elevata e sono stretti, particolarmente il primo, la loro superficie occlusiva è formata da cuspidi.
Sono caratterizzati dalla seguente formula dentaria:

### Aspetto
La pelliccia varia tra le due specie e può essere corta e ruvida oppure lunga e soffice. Il colore generale del corpo varia dal bruno-nerastro al bruno-rossastro scuro. I piedi sono sottili, le loro piante sono provviste di sei cuscinetti carnosi, mentre sul palmo delle mani ne sono presenti cinque. Le orecchie sono grandi, nerastre e rotonde. La coda è più corta della testa e del corpo ed è cosparsa di pochi peli. Le femmine hanno 2-3 paia di mammelle.

## Distribuzione
Si tratta di roditori terricoli diffusi nell'America centrale, dal Messico a Panama.

## Tassonomia
Il genere comprende 2 specie.
- Scotinomys teguina
- Scotinomys xerampelinus